# Cornelis Dopper

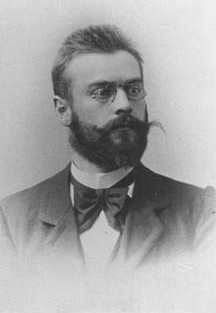
Cornelis Dopper – zirka 1900

Cornelis Dopper (* 7. Februar 1870 in Stadskanaal bei Groningen; † 18. September 1939 in Amsterdam) war ein niederländischer Komponist und Dirigent.

## Leben
Cornelis Dopper wurde als Sohn eines Schiffers geboren. Er verlor früh beide Eltern und wuchs dann in der Obhut eines Musikers auf, der bereits vor dem Tod der Eltern bei den Doppers gewohnt hatte. Bei ihm erlernte er das Violinspiel. Dopper studierte 1888 bis 1890 am Leipziger Konservatorium bei Carl Reinecke. Ab 1890 arbeitete er als Violinist in Groningen und als Assistenzdirigent an der Niederländischen Oper, bis diese 1903 geschlossen wurde. 1906 reiste er in die USA und ging dort für zwei Jahre mit der Operntruppe von Henry Savage auf Tournee. In dieser Zeit dirigierte er die amerikanische Premiere von Puccinis Madame Butterfly. Zurück in den Niederlanden bot ihm Willem Mengelberg an, dort selbst seine eigene 3. Sinfonie zu dirigieren. Im Anschluss wurde er 1908 Zweiter Dirigent des Concertgebouw-Orchesters in Amsterdam (neben Mengelberg). Diese Position behielt er bis 1931. In dieser Zeit erlebten etliche wichtige Werke, etwa von Debussy und Ravel, durch ihn ihre niederländische Uraufführung. Er dirigierte aber auch seine eigenen Kompositionen. In den 20er-Jahren begann er mit speziellen Kinderkonzerten, die seitdem zur Tradition wurden.

## Werk
Doppers Werk umfasst rund 100 Kompositionen, darunter 4 Opern (eine 5. blieb unvollendet), 7 Sinfonien, ein Cellokonzert, Kammermusik, Chöre, Lieder und Klavierstücke. Sein Stil ist ausgeprägt konservativ, ist aber durch virtuose Orchesterbehandlung geprägt, orientiert sich an der deutschen romantischen Tradition und greift auch auf Volksmusik seiner Heimat zurück. Die Sinfonien tragen teils programmatische Titel mit nationalem Bezug: Nr. 3 Rembrandt, Nr. 6 Amsterdam (bemerkenswert durch den letzten Satz, der den Koniginnedag – den niederländischen Nationalfeiertag – beschreibt und naturalistische Schilderungen von Betrunkenen und Straßenbahngeklingel enthält), sowie Nr. 7 Zuidersee.
Opern
- Het Eerekruis (Amsterdam 1903)
- William Ratcliff 1909 (Weimar 1912)

## Rezeption
Bis heute wird Doppers Name mit einem Eklat in Verbindung gebracht, der sich am 8. November 1918 ereignete. Dopper führte damals seine 7. Sinfonie auf. Der progressive Komponist und Musikkritiker Matthijs Vermeulen, enerviert durch das in seinen Ohren höchst konservative Werk, rief in den Schlussakkord hinein: Lang lebe Sousa!. Danach wurde Vermeulen zwar für künftige Konzerte der Zutritt zum Concertgebouw verwehrt, das Ereignis wirkte sich aber auch für Dopper rufschädigend aus.
Nach dem Zweiten Weltkrieg erklangen Doppers Werke kaum noch, mit Ausnahme allenfalls des Orchesterwerks Ciaconna gotica von 1920. Erst seit den 90er-Jahren wird seiner Musik wieder mehr Aufmerksamkeit zuteil; einzelne Werke sind inzwischen auch auf CD erschienen.